# 에디 매클러그
이디 매클러그(Edie McClurg, 영어 발음: /ˈidi/, 1951년 7월 23일 ~ )는 미국의 배우이다.

## 출연 작품

### 영화
- 흐르는 강물처럼 - 미시즈 번즈 역
- 외계인 새 엄마 - 에머슨 역
- 올리버 스톤의 킬러 - 맬러리 어머니 역
- 에어본
- 언더 더 훌라 문 - 돌리 역
- 서키트 브레이커
- 어 롱 웨이 오프 - 미세스 그레이 역

### 드라마
- 제7의 천국 (미국, CWTV)